# Улица 18-го Сентября
У́лица 18 Сентября́ (укр. ву́лиця 18 Ве́ресня) — расположена в микрорайоне Ракитный города Прилуки. Проложена в 1949 году. Имеет твёрдое покрытие от 3-го Молодёжного переулка до улицы Олега Кошевого.

## Этимология годонима
Названа в честь дня освобождения Прилук от немецких оккупантов.

## Трассировка
Начинается от Андреевской улицы и идёт на восток к Заводскому переулку, от которого до улицы Гетмана Сагайдочного имеется пешеходный проход. В середине улица пересекается ж/д линией без переезда.

Пересекается улицами:
- улица Спартака
- переулок 18 Сентября
- Молодёжная улица
- Молодёжный 2-й переулок
- Молодёжный 3-й переулок
- улица Саксаганского
- улица Олега Кошевого
- улица Героев Крут
- Заводской переулок

## Здания, сооружения, места
Улица застроена одно- и многоэтажными домами
На улице 18-го Сентября располагаются:

- Фабрика головных уборов «Корона»
- 23 — Отделение связи
- 27 — Детский сад
- 29 — Детские ясли
- 30 — магазин «Семья»

## Транспорт
Остановки: ул. О. Кошевого, пос. завода Строймаш

Автобусы: 9

Маршрутное такси: 19, 38